# Wojciech Skarbek Ważyński
Wojciech Skarbek Ważyński herbu Abdank – ciwun Dyrwian Małych w latach 1635-1659/1660, dworzanin pokojowy Jego Królewskiej Mości.
Poseł na sejm 1646 roku.  